# Hrom(III) oksid
Hrom(III) oksid je neorgansko jedinjenje sa formulom 2O3. On je jedan od glavnih oksida hrom. Cr2O3 se koristi kao pigment. U prirodi se javlja kao retki mineral eskolait.

## Struktura i osobine
2O3 poprima strukturu korunda, koja se sastoji od heksagonalnog gusto pakovanog niza oksidnih anjona sa 2/3 oktaedralnih šupljina zauzetih hromom. Slično korundu, Cr2O3 je tvrd, krt materijal (Mosova tvrdoća 8-8.5).
On je antiferomagnetan do 307 K (Nilova temperatura). On nije u znatnoj meri podložan napadu kiselina i baza, mada istopljene alkalije proizvode hromite (soli sa Cr 2O2−4 jonom, što različito od srodnog minerala hromita).
On postaje braon kad se zagreje, ali se vraća u tamno zelenu boju hlađenjem. On je higroskopan.
Koristi se kao abraziv kod šmirgl papira.

## Pojava
2O3 se prirodno javlja kao eskolait, koji je nađen u chromom bogatim tremolitskim stenama, metakvarcitima, i hlornim žilama. Eskolait je isto tako retka komponenta hondritnih meteorita. Mineral je dobio ime po finskom geologu Penti Eskola.

## Proizvodnja
Pantier i Binet su prvi pripremili transparentno hidratisanu formu Cr2O3 1838. putem tajnog procesa. On je prodavan kao pigment. 2O3 je izveden iz minerala hromita, . Konverzija hromita do hrom(III) oksida ide putem , koji se redukuje sumporom na visokim temperaturama:
Oksid se takođe formira dekompozicijom hromnih soli, kao što je hrom nitrat, ili egzotermnom dekompozicijom amonijum dihromata.
Reakcija ima nisku temperatura paljenja na manje od 200°C, i ponekad se koristi u demonstracijama "vulkana".